# Letrina

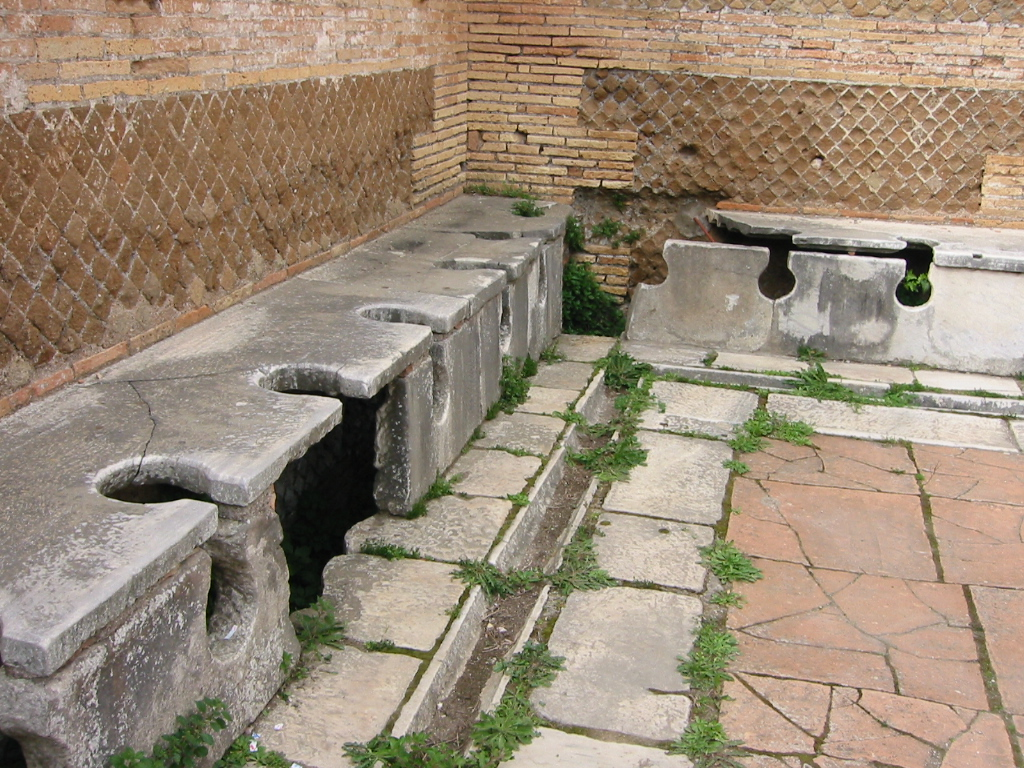
Letrinas romanas para uso público, encontradas en Ostia. A pesar de la creencia popular, las letrinas romanas no eran espacios donde todos defecaban juntos. Contaban con mamparas de madera que separaban los espacios individuales.

La letrina es un espacio, fuera de una vivienda en un cubículo al efecto, destinado a defecar, y habitualmente no conectado a ninguna red de saneamiento. La correcta deposición de los excrementos es fundamental para preservar la salud de las comunidades rurales y urbanas.
Mientras en las ciudades la solución ideal es la recolección de las aguas negras o servidas por medio de una red de saneamiento y el posterior tratamiento en plantas de tratamiento de aguas servidas, en las áreas rurales, con poca densidad de población, la solución técnica y económicamente más viable es la letrina.
Los numerosos brotes de cólera de la historia fueron causados en gran parte por deficientes sistemas de retirada de los excrementos. A raíz de esas pandemias, muchos gobiernos han emprendido campañas masivas de construcción de letrinas y redes de saneamiento. Si bien la letrina es en sí una construcción muy simple, hay una serie de normas que deben respetarse para maximizar su eficiencia.[cita requerida]

## Tipos de letrinas

### Letrina de hoyo seco

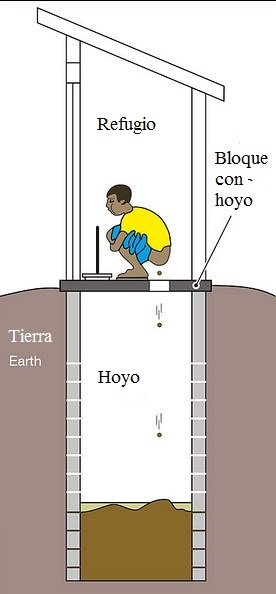
Dibujo de una letrina de hoyo

Esta letrina es la más común. Se trata simplemente de un hoyo en el terreno cubierto con una plancha de cemento o madera en la que se ha practicado un agujero sobre el que eventualmente se puede colocar una taza (inodoro o váter).[cita requerida]

#### Campo de aplicación
Este tipo de letrina se recomienda en lugares con poca densidad de población, es decir, donde casi no habitan las personas, y esta debe estar localizada a más de 30 m (metros) de la vivienda y de la fuente de agua potable.[cita requerida]
Se desaconseja su utilización en los siguientes casos:
- áreas inundables;
- áreas donde la capa freática es poco profunda;
- en zonas vecinas a los manantiales;
- terrenos muy impermeables, porque se llenarán muy rápidamente;
- terreno pedregoso.

### Letrina abonera

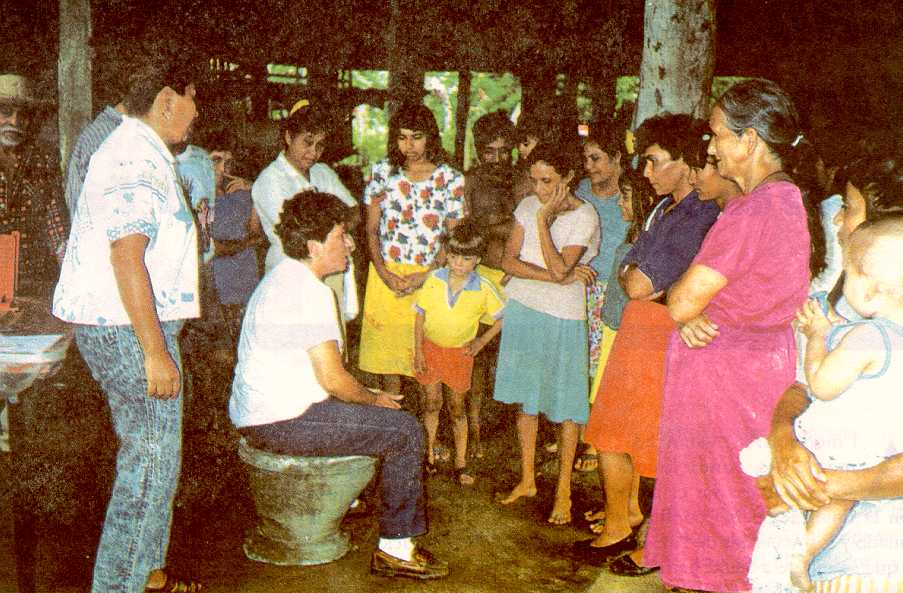
Capacitación para uso de letrina abonera.

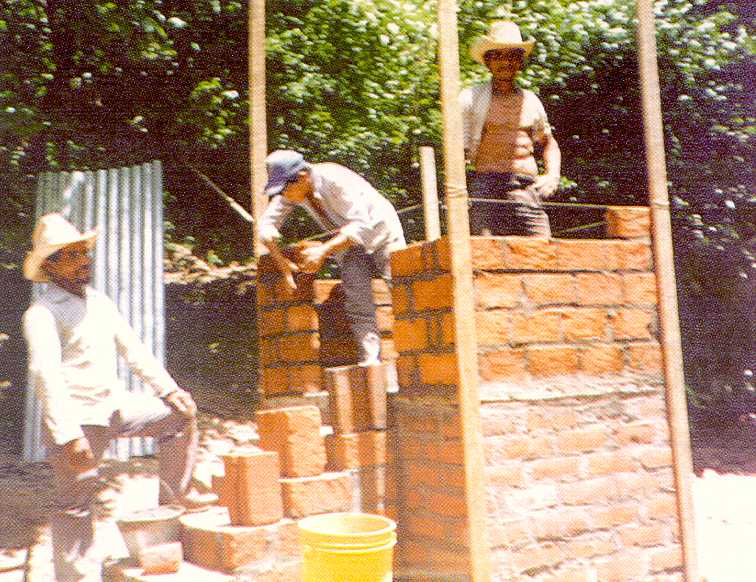
Letrina abonera en construcción, con aporte de mano de obra de los usuarios.

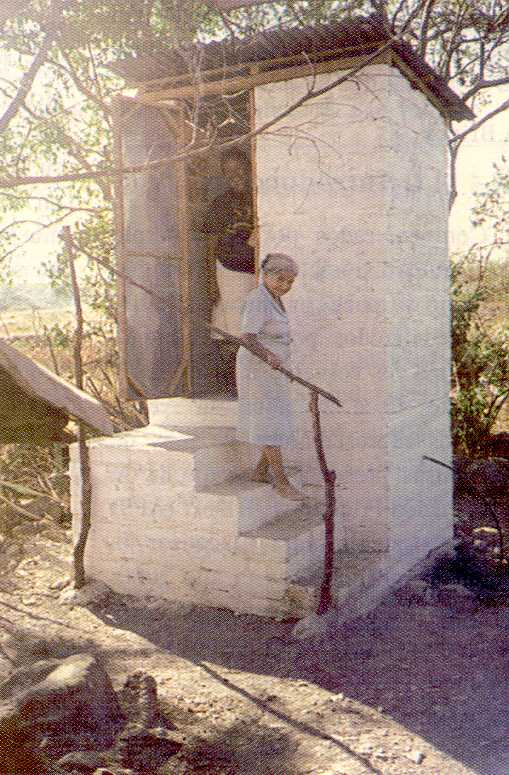
Letrina abonera terminada.

#### Descripción
La letrina abonera (también llamada LASF, abreviación de «letrina abonera seca familiar») transforma los excrementos sólidos en abono o tierra mejorada que puede ser utilizada en la quinta familiar sin peligro para la salud.
Consta de dos cámaras independientes situadas por encima del nivel del terreno. Las cámaras se construyen sobre una basa de cemento de 5 cm (centímetros) de espesor, con una malla de hierro, que la aísla totalmente del terreno. Internamente las cámaras están impermeabilizadas con mortero de cemento. Las cámaras se sellan en la parte superior con una losa de cemento reforzada con hierro. Esta losa superior tiene un orificio que comunica con cada una de las cámaras, donde se colocan las tazas especiales.
Se utiliza alternadamente cada una de las cámaras por un tiempo aproximado de seis meses, tiempo necesario para que la cámara llena, que ha sido sellada con un plástico, procese naturalmente el material defecado mezclado con papel y ceniza o cal.
Una vez transcurrido este tiempo se puede retirar de la cámara, quitando algunos ladrillos que han sido dispuestos para este fin. El material —que presenta una apariencia terrosa, sin olor y completamente seco— puede ser utilizado como abono.

#### La taza
La concepción de la taza es tal que permite la separación de los sólidos y los líquidos. Los sólidos caen en la cámara impermeabilizada en uso. Al final de la deposición se agrega aproximadamente ½ kg (kilogramo) de ceniza, o igual cantidad de cal. Los líquidos, por medio de un tubo, generalmente una manguerita de ½ in (pulgada) se conducen al exterior de la letrina en un pequeño pozo filtrante.

#### Campo de aplicación
Puede ser utilizada en cualquier sitio. Sin embargo, está especialmente recomendada en las siguientes situaciones:
- cuando el nivel freático es elevado
- en zonas rocosas
- en terrenos muy impermeables

### Letrina abonera de secado solar
Se trata de una modificación de la letrina abonera descrita arriba. Consta de una sola cámara, que ha sido prolongada unos 60 cm (centímetros) fuera de la caseta. La tapa de esta prolongación se cubre con una lámina metálica pintada de negro que calienta el material en la cámara y acelera su secado.
Quincenalmente, se levanta la tapa metálica, y con un azadón se arrastra el excremento sólido mezclado con papel y ceniza o cal, para situarlo debajo de la plancha metálica.
Es aconsejable colocar una chimenea de aireación que termine por encima del techo de la caseta. El tubo de aireación no debe permitir la entrada de agua de lluvia y debe estar provisto de una rejilla para no permitir la salida de las moscas, que naturalmente buscan la luz.

### Letrina de cierre hidráulico
Este tipo de soluciones, también conocido como inodoro, solamente se recomienda en lugares donde la disponibilidad de agua no es un problema, el nivel freático es profundo y la filtración del terreno es media.
Lo ideal es que estas letrinas dispongan de una cámara séptica dividida en dos partes: una impermeable donde permanecen los sólidos, que periódicamente deben ser retirados por medio de bombas especiales denominadas barométricas; y una cámara filtrante donde los líquidos percolan en el terreno sin causar contaminación.

## Peligros
Al fermentar, los desechos orgánicos producen fundamentalmente dos tipos de gas: dióxido de carbono y metano (componente fundamental del gas natural), y a veces monóxido de carbono. Este último gas es tóxico, más denso que el aire, por lo que se mantiene en las fosas que están bajo el nivel del terreno, y a menudo inodoro. Se debe trabajar durante su limpieza con mascarillas adecuadas y en equipo, nunca en solitario, ya que el efecto de la inhalación produce vértigo que rápidamente produce inconsciencia y lleva a la muerte.